# Stazione di Suita (Hankyū)
La stazione di Suita (吹田駅?, Suita-eki) è una stazione ferroviaria delle Ferrovie Hankyū situata a Suita, città della prefettura di Ōsaka in Giappone. Serve la linea Hankyū Senri. Per distinguerla dalla stazione di Suita della JR West, spesso è chiamata anche stazione di Hankyū-Suita (阪急吹田駅?, Hankyū Suita-eki) dai suoi pendolari.

## Linee
Ferrovie Hankyū
■ Linea Hankyū Senri

## Struttura
La stazione è realizzata in superficie e dispone di due marciapiedi laterali con due binari passanti.
| Sud  | ■ Linea Hankyū Senri | per Suita, Kandai-mae e Kita-Senri                                                      |
| Nord | ■ Linea Hankyū Senri | per Awaji, Tenjinbashisuji Rokuchōme e, via linea Sakaisuji, Dōbutsuen-mae e Tengachaya |

## Stazioni adiacenti
| «                  | Servizio           | »                  |
| Linea Hankyū Kyōto | Linea Hankyū Kyōto | Linea Hankyū Kyōto |
| ------------------ | ------------------ | ------------------ |
| Shimo-Shinjō       | Locale             | Toyotsu            |